# 애투스테이션

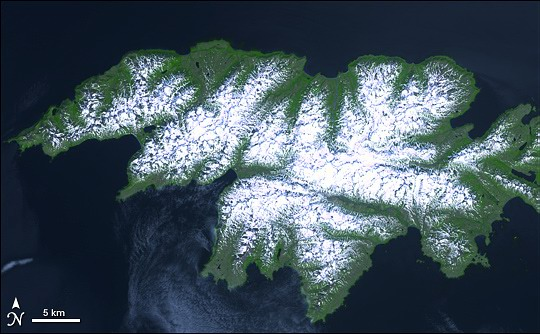

애투스테이션(Attu station)은 미국 알래스카주의 서부 알류산 군에 위치한 인구 조사 지정 구역이다. 애투섬의 인구는 2000년 기준 21명이었으나 기지가 사실상 폐쇄되면서 2010년에 상주인구는 없는 것으로 조사되었다.
애투스테이션은 애투섬의 동쪽 북위 52° 50′ 47″ 동경 173° 11′ 10″ / 북위 52.84639°  동경 173.18611° 에 있고 미국에서 제일 서쪽에 있는 지역이다.

## 역사
이 섬은 제 2차 세계 대전 당시 미드웨이 해전에서 패배한 일본이 미국을 공격하기 위한 활주로 건설을 위하여 1942년 6월 7일에 점령하였다. 당시에 이 섬에 살던 알래스카 원주민들은 거의 대부분 일본으로 끌려가 사망하였다. 1943년 5월, 미국은 에투 섬 탈환에 성공하였다.

## 지리
미국 인구조사국에 따르면, 371.9km2이다.

## 인구
| 인구조사              | 인구 | Note  | %±      |
| --------------------- | ---- | ----- | ------- |
| 1980년                | 28   |       | —       |
| 2000년                | 20   |       | —       |
| 2010년                | 21   |       | 5.0%    |
| 2017 (추산)           | 0    | [ 4 ] | −100.0% |
| U.S. Decennial Census |      |       |         |